# Lufa samonośna
Samonośna lufa (często tłumaczona dosłownie z języka angielskiego jako „lufa pływająca” od „free-floating barrel”) – rozwiązanie stosowane w ręcznej broni palnej. Polega na takim zamontowaniu lufy w komorze zamkowej i łożu broni, aby pozwolić na swobodną współpracę (drganie) lufy wraz z przemieszczającym się przez nią pociskiem. Zasadniczo kluczem rozwiązania jest brak jakiegokolwiek podparcia lub innego kontaktu lufy z łożem, oprócz gniazda lufy znajdującego się w komorze zamkowej.
Podczas strzału samonośna lufa może swobodnie poddawać się siłom generowanym przez przemieszczający się przez nią pocisk, co znacznie poprawia precyzję strzału. Można to sobie wyobrazić tak, jakby lufa była miękkim rękawem (w tej skali zjawisk jest to niezłe przybliżenie) – kiedy pocisk się przez nią przemieszcza, lufa pozwala na swobodne oddziaływanie gazów prochowych na niego, ale nie "rzuca" pociskiem na boki. Gdyby lufę uchwycić gdzieś przed jej wylotem, końcówka lufy drgałaby znacznie gwałtowniej od jej całości, co skutkowałoby znacznym odchyleniem toru lotu pocisku na wylocie (koronie) lufy.
Lufy samonośne są zwykle wykonywane jako lufy typu ciężkiego, czyli bardzo grube, i są stosowane w broni myśliwskiej, wyczynowej oraz wyborowej, głównie powtarzalnej. Takie lufy rzadko stosowane są w broni indywidualnej (np. karabiny i karabinki samopowtarzalne lub automatyczne) z racji najpopularniejszego obecnie w tych typach sposobu działania automatyki – poprzez odprowadzenie gazów prochowych przez boczny otwór w lufie – system ten wymaga połączenia z rurą gazową biegnącą nad lub pod lufą. Przykładem broni pozwalającej na wykorzystanie lufy samonośnej jest karabinek M16 – gazy prochowe odprowadzane są przez cienką rurkę bezpośrednio do zespołu zamka-suwadła. Niska sztywność tego elementu zakłóca w niewielkim stopniu drganie lufy.
Lufa samonośna pozwala osiągać dokładność (rozrzut pocisków) strzału rzędu 10 cm na około 500 m, lufy innych typów zwiększają rozrzut kilkakrotnie (np. w karabinie wyborowym Dragunowa, który nie ma takiej lufy, ale kompensowaną drążkami reakcyjnymi lufę lekką z odprowadzeniem gazów prochowych, rozrzut na 600 m wynosi 40 cm).